# 花地瑪聖母主教座堂
花地瑪聖母主教座堂是一座加色丁禮天主教會的主教座堂和宗座圣殿，供奉花地瑪聖母，位于埃及首都开罗。该堂为加色丁禮天主教開羅教區的主教座堂，1993年4月6日成为宗座圣殿。